# Кош-Агач
Кош-Ага́ч (алт. Кӧжӧӧ-Агаш) — село в Республике Алтай, административный центр Кош-Агачского района, образует Кош-Агачское сельское поселение.
Население: 8334 чел. (2021).

## Этимология
Точки зрения по вопросу значения и происхождения слова Кош Агач существенно расходятся, это можно объяснить смешением различных языков на данной территории.
- XIX веке монголы селение Кош-Агач именовали «Хашаа-Модон», что в переводе на русский язык буквально означает: «хашаа» — двор, «модон» — лес, лиственница, то есть «дворы среди леса», или «дворы среди лиственниц». Исторически это наиболее точное определение. В прошлом Кош-Агач алтайцы называли «Кожого Агаш», а местные чуйцы, то есть теленгиты, «Кожо Агаш». Алтайское слово «кожого», теленгитское «кожа» означают занавес. «Агаш» — дерево или деревья. Кош-Агач располагался на стыке двух рек, Чуи и Чаганки, в небольшом лиственничном лесу, лиственничный лес также произрастал вдоль берегов реки Чуи. Если смотреть на деревья, растущие по берегам Чуи, то они напоминали как бы завесу из леса. Поэтому алтай-кижи это место назвали Кожого Агачи, а теленгиты Кожо Агаш.
- «косагаш» с казахского языка как занавес из деревьев приводит И. С. Тенгереков (1987)[3]
- Топонимический словарь Горного Алтая описывает двусоставное название следующим образом :
  - Кош и диалектная фонетическая пара Кос в географической номенклатуре Горного Алтая указывает не только на наличие пары предметов, но и на спаренный характер их географического расположения. (др. тюрк. коош, кос — пара; ойр.[уточнить] qos — пара)[4]
  - Агач, (алт. агаш/агач) — дерево, лес[5]
  - Таким образом Кош-Агач — букв. пара деревьев.[5]

Пример: «Это место получило название Кош-Агач от двух единственных отдельных больших деревьев, находящихся вблизи названного селения. На 35 версте от Ташанту, среди совершенно пустынной степи, встречаются два больших отдельных дерева на расстоянии 5 верст одно от другого, служащих хорошими ориентирами.».

## Физико-географическая характеристика
Село находится в 438 км к юго-востоку от Горно-Алтайска, на берегу реки Чуи, на 890-м километре федеральной автодороги Р-256 «Чуйский тракт». Дорога от Горно-Алтайска до Кош-Агача асфальтированная, очень хорошего качества. Село находится посреди полупустынной Чуйской степи, по которой можно ехать в любом направлении, как по дороге. В 15 км к северо-западу от села расположена вершина Табожок высотой 3201 м. До границы с Монголией от Кош-Агача около 65 км. От села в юго-западном направлении идёт дорога в природный парк на плоскогорье Укок.
Кош-Агач находится на широте, к югу от которой даже в день летнего солнцестояния в полночь не бывает никаких сумерек (полностью темная ночь), что в совокупности с малооблачной погодой и спокойной атмосферой делает село и окружающие его горы привлекательным для организации астрономических наблюдений. В разные годы рассматривались проекты строительства вблизи Кош-Агача астрономических обсерваторий, однако они до сих пор не реализованы. 
За Кош-Агачем начинается пограничная зона, поэтому для посещения этого района до 2013 года гражданам России требовался специальный пропуск, который можно было получить в Горно-Алтайске, Акташе или в пограничной комендатуре самого села. С 2013 года это требование отменено. Иностранные граждане получают пропуск в пограничную зону после подачи заявки за 2 месяца до въезда, и только в Горно-Алтайске. В Кош-Агаче иностранным гражданам пропуска не выдают.

## Климат
Село находится в межгорной котловине и закрыто от Атлантического океана главным водоразделом Алтайских гор, поэтому отличается очень суровым резко континентальным климатом. Абсолютный максимум температуры, зарегистрированный метеостанцией, составил +33,2 °C, а абсолютный минимум — −55,1 °C. Таким образом, разница между максимальной и минимальной температурами составляет 88 °C, что относит климат этой территории в разряд экстремальных. Велики суточные колебания температуры, особенно летом. Вероятность ночных заморозков сохраняется в течение всех летних месяцев. Осадков выпадает мало, что в тёплое, что в холодное время года. Количество солнечных дней в году превышает 300, что делает район одним из самых солнечных мест России.
- Среднегодовая температура воздуха: −5,2 °C
- Средняя скорость ветра: 3,5 м/с

| Показатель                    | Янв.  | Фев.  | Март  | Апр. | Май   | Июнь | Июль | Авг. | Сен.  | Окт.  | Нояб. | Дек.  | Год   |
| ----------------------------- | ----- | ----- | ----- | ---- | ----- | ---- | ---- | ---- | ----- | ----- | ----- | ----- | ----- |
| Абсолютный максимум, °C       | 1,5   | 4,3   | 14,9  | 24,9 | 28,2  | 30,6 | 33,2 | 31,2 | 27,3  | 19,4  | 8,9   | 2,9   | 33,2  |
| Средний суточный максимум, °C | −20,6 | −14,6 | −2,9  | 8,2  | 14,6  | 20,7 | 22,4 | 20,4 | 14,1  | 4,9   | −8,2  | −17,8 | 1,0   |
| Средняя температура, °C       | −27,3 | −22,6 | −10,5 | 1,0  | 7,4   | 13,5 | 15,3 | 13,1 | 6,6   | −2,2  | −14,7 | −24   | −5,2  |
| Средний суточный минимум, °C  | −32,1 | −28,5 | −17   | −5,3 | 0,6   | 6,7  | 9,1  | 6,4  | 0,4   | −8,3  | −19,8 | −28,5 | −11   |
| Абсолютный минимум, °C        | −55,1 | −50,9 | −47,9 | −34  | −13,8 | −6,5 | −2,2 | −6,2 | −23,9 | −32,3 | −46,7 | −51,2 | −55,1 |
| Норма осадков, мм             | 3     | 1     | 1     | 4    | 9     | 22   | 35   | 28   | 7     | 5     | 6     | 3     | 124   |
| Источник: Погода и климат     |       |       |       |      |       |      |      |      |       |       |       |       |       |

## История

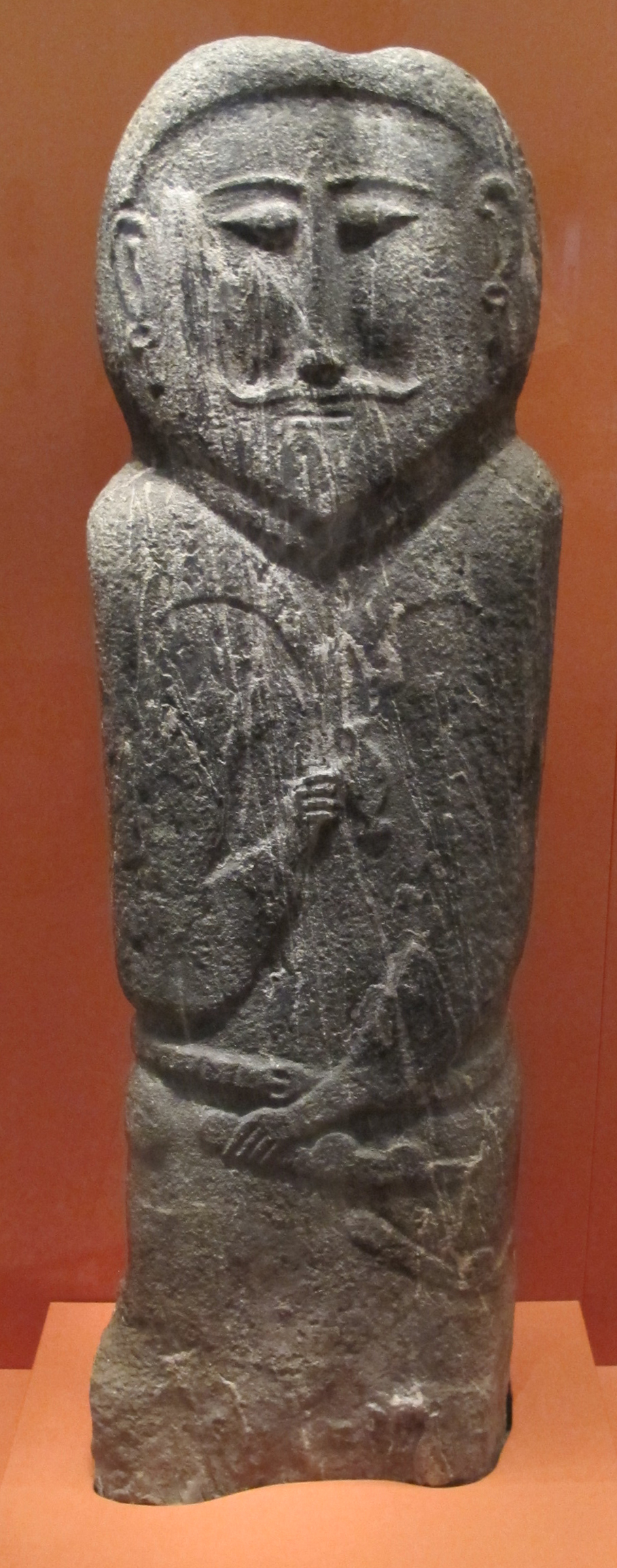
Статуя воина из Кош-Агачского района, Алтай, VIII-X вв. Эрмитаж.

### XIX век
Кош-Агач основан в 1801 году и входил в состав Второй Чуйской Волости. Его история связана с развитием культурных и экономических отношений между Россией и Монголией, входившей до 1911 года в состав империи Цин.
В 1864 году в Кош-Агач приехал томский губернатор Герман Густавович Лерхе вместе с М. В. Чевалковым для переговоров о вхождении в состав Российской Империи Первой и Второй Чуйских Волостей, во главе которых стояли князь Тадыш и князь Чычкан Тёсёгёшев. И 12 января (25 января) 1865 года Вторая Чуйская Волость становиться частью России.
В 1870 году на средства Томского губернатора Германа Густавовича Лерхе и русских купцов была построена церковь во имя первоверховных апостолов Петра и Павла у села Кош-Агач, а 5 июня 1871 года была освящена.
27 сентября 1907 года князь Кудайберген Очурдяпов пишет докладную начальнику научной экспедиции А. Г. Белинскому об учреждении ежегодной "Чуйской Покровской Ярмарки" в урочище Кош-Агач. Князь пишет, что население урочища и всей волости, преимущественно кочевые инородцы, которые сбывают свои животные продукты и домашний скот местным торговцам по низким ценам, при этом покупая у них жизненные припасы и предметы первой необходимости по невероятно высоким ценам, что тяжело отражается на благосостоянии инородцев. То есть на этой ярмарке люди могли бы вести выгодный обмен. 12 ноября того же года в Санкт-Петербурге было написано отношение министерства торговли и промышленности Томскому губернатору, в котором говорится о необходимости открытия этой ярмарки. В этом же документе была установлена дата проведения этого мероприятия, а именно с 20 сентября по 5 октября ежегодно. Но жителя урочища Кош-Агач были против учреждения ярмарки. Несмотря на это, 15 октября 1908 года в Кош-Агаче открывается ежегодная четырнадцатидневная ярмарка, а именно с 20 сентября.
30 ноября 1907 года князь Кудайберген-Павел Очурдяпов написал рапорт крестьянскому начальнику третьего участка Бийского уезда, в котором он ходатайствует о переносе родового управления из села Курай в урочище Кош-Агач. К тому моменту там уже была почта, телеграфное отделение, Петропавловская церковь, таможня, ветеринарный пункт, фельдшерско-акушерский пункт, 4 торговых мануфактурных лавки, перегрузка жировых товаров, идущих из Монголии. Большая часть инфраструктуры в Кош-Агаче была сделана благодаря работе и неравнодушию Кудайбергена-Павла Очурдяпова.

## Население
| 1939  | 1959  | 1970  | 1979  | 1989  | 2002  | 2010  | 2011    | 2012  |
| ----- | ----- | ----- | ----- | ----- | ----- | ----- | ------- | ----- |
| 1362  | ↗1655 | ↗1865 | ↗2553 | ↗3501 | ↗5701 | ↗7900 | ↗7927   | ↗8214 |
| 2013  | 2014  | 2015  | 2016  | 2017  | 2018  | 2019  | 2020    | 2021  |
| ↗8325 | ↗8633 | ↗9004 | ↗9212 | ↗9469 | ↗9719 | ↗9819 | ↗10 061 | ↘8334 |

Национальный состав
Согласно результатам переписи 2010 года, в национальном составе населения села было 6,0 тыс. казахов, 1,1 тыс. алтайцев, 0,3 тыс. русских.
Согласно результатам переписи 2002 года, в национальной структуре населения казахи составляли 84 % от общей численности населения в 5701 жителя

## Инфраструктура и строительство
В Кош-Агаче есть две средние общеобразовательные школы, детские сады, дом культуры, библиотека, участковая больница, почтовое отделение. Работают рынок, кафе, две гостиницы, магазины, автозаправочные станции. В прошлом действовал аэродром с одной взлётной полосой, который долгие годы был заброшен. В 2019 году с использованием сохранившейся в неплохом состоянии (по причине сухого климата) взлетно-посадочной полосы организована посадочная площадка, пригодная для приема воздушных судов третьего и четвёртого классов. С 2020 года выполняются регулярные рейсы из Горно-Алтайска, а с 2021 года рейсы до Новосибирска (с посадкой в Горно-Алтайске).
В мае 2003 года началось строительство нового микрорайона жилых коттеджей. 4 сентября 2014 года запущена в эксплуатацию Кош-Агачская солнечная электростанция.
Обслуживанием и строительством автодорог занимается дорожное эксплуатационное предприятие № 221 (ДЭП-221).

## Землетрясение
Кош-Агач был наиболее пострадавшим от серии землетрясений на Горном Алтае осенью 2003 года, серьёзно пострадало несколько домов.

## Религия
Мечеть и православная церковь Первоверховных апостолов Петра и Павла.

## Археология
В окрестностях были обнаружены наскальные рисунки, в том числе в 10 км от села, по дороге в Ташанту.